# Erin Cardillo
Erin Cardillo (* 17. Februar 1977 in White Plains, New York) ist eine US-amerikanische Schauspielerin.

## Leben
Zu ihren bekanntesten Rollen zählen diejenige der Emma Tutweiller in der auf Disney Channel ausgestrahlten Sitcom The Suite Life on Deck sowie als Esme Vanderheusen in der NBC-Soap Passions. Des Weiteren spielte sie in Folge 19 der zweiten Staffel der erfolgreichen Sitcom How I Met Your Mother.

## Filmografie
- 2000: Madigan Men (Fernsehserie, eine Folge)
- 2001: Law & Order (Fernsehserie, eine Folge)
- 2002: Die wilden Siebziger (That ’70s Show, Fernsehserie, eine Folge)
- 2003: Strong Medicine: Zwei Ärztinnen wie Feuer und Eis (Strong Medicine, Fernsehserie, eine Folge)
- 2003: Coupling – Wer mit wem? (Coupling, Fernsehserie, eine Folge)
- 2004: The Greatest Short Film Ever!!! (Kurzfilm)
- 2004: The Murder of Donovan Slain (Kurzfilm)
- 2005: Crossing Jordan – Pathologin mit Profil (Crossing Jordan, Fernsehserie, eine Folge)
- 2005: Without a Trace – Spurlos verschwunden (Without a Trace, Fernsehserie, eine Folge)
- 2005: In the Mix
- 2005–2008: Passions (Fernsehserie, 90 Folgen)
- 2006: Freddie (Fernsehserie, eine Folge)
- 2006: Even Money (Kurzfilm)
- 2006: Sunday Morning
- 2007: How I Met Your Mother (Fernsehserie, eine Folge)
- 2007: The Box
- 2007: Las Vegas (Fernsehserie, eine Folge)
- 2008: The Hottie & the Nottie – Liebe auf den zweiten Blick (The Hottie & the Nottie)
- 2008: Superglue (Kurzfilm)
- 2008: CSI: NY (Fernsehserie, eine Folge)
- 2008–2011: Zack & Cody an Bord (The Suite Life on Deck, Fernsehserie, 24 Folgen)
- 2009: Four Steps (Kurzfilm)
- 2010: Justified (Fernsehserie, eine Folge)
- 2010: The Truth
- 2010: Sex Tax: Based on a True Story
- 2011: The Last Resort (Fernsehfilm)
- 2011: Son of Morning
- 2011: CSI: Miami (Fernsehserie, eine Folge)
- 2011: Man Up (Fernsehserie, eine Folge)
- 2012: B Positive (Kurzfilm)
- 2012: Hawaii Five-O (Fernsehserie, eine Folge)
- 2012: The Client List (Fernsehserie, eine Folge)
- 2013: Bones – Die Knochenjägerin (Bones, Fernsehserie, eine Folge)
- 2013: Castle (Fernsehserie, eine Folge)
- 2013: RockBarnes: The Emperor in You
- 2013: Melissa & Joey (Fernsehserie, eine Folge)
- 2013: D-TEC: Pilot (Fernsehfilm)
- 2014: Platinum the Dance Movie
- 2015: Criminal Minds (Fernsehserie, eine Folge)